# Nephodia fumilinea
Nephodia fumilinea är en fjärilsart som beskrevs av W. Warren 1907. Nephodia fumilinea ingår i släktet Nephodia och familjen mätare. Inga underarter finns listade i Catalogue of Life.